# Canal de Wolff

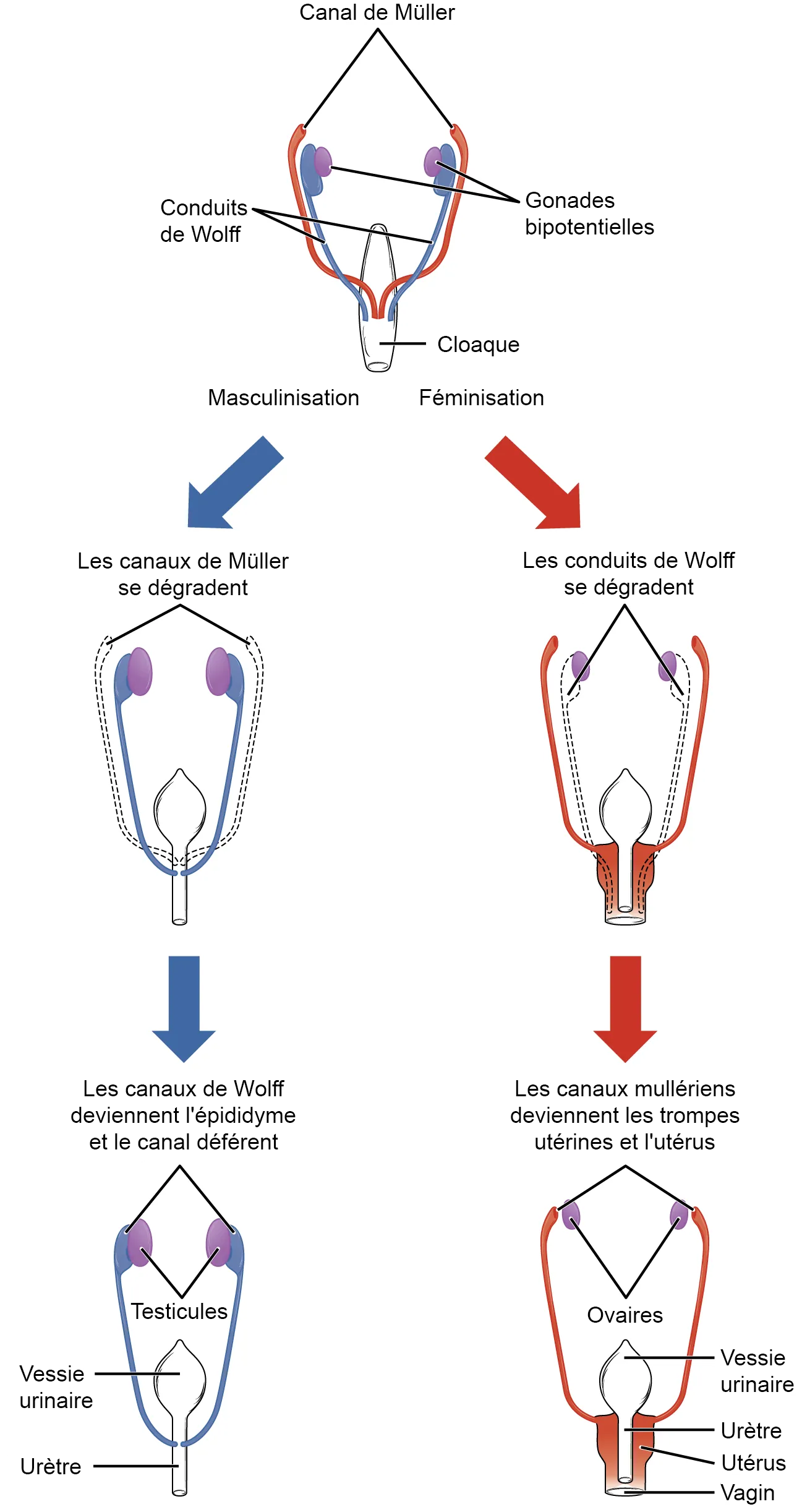
Différenciation des systèmes reproducteurs masculin et féminin

Le canal de Wolff, canal de Kobelt  ou conduit mésonéphrique  est le vestige du canal rénal du mésonéphros des embryons de vertébrés. En effet, entre le stade 6 et le stade 10 de Carnegie (en), les deux canaux mésonéphrotiques fusionnent  à leur partie terminale avec la paroi du cloaque et se canalisent par transition mésenchymo-épithéliale, donnant naissance aux canaux de Wolff. Son devenir est variable et on en distingue plusieurs cas. Il tient son nom de Caspar Friedrich Wolff ou de Georg Ludwig Kobelt. On parle aussi de système wolffien.

## Cas desanamniotes
Chez les mâles (sauf Urodèles et Chondrichtyens), il est en relation avec le mésonéphros et les testicules et transporte ainsi les spermatozoïdes et l'urine. Il joue le rôle d'urospermiducte.
Chez les femelles, le canal subsiste mais se cantonne a un rôle purement excréteur.

## Cas desAmniotes
Chez les mâles, le mésonéphros régresse et, donc, le canal de Wolff n'est plus représenté que par l'épididyme et le canal déférent. L'urine est alors évacuée par des canaux collecteurs et un uretère secondaire issus du bourgeonnement de la partie postérieure du canal de Wolff.
Chez les femelles, le mésonéphros et le canal de Wolff dégénèrent complètement.